# Centre for European Reform
 (avril 2022).
Si vous disposez d'ouvrages ou d'articles de référence ou si vous connaissez des sites web de qualité traitant du thème abordé ici, merci de compléter l'article en donnant les références utiles à sa vérifiabilité et en les liant à la section « Notes et références ».
Le Centre for European Reform est un think tank basé à Londres, dont l'objectif est d'améliorer la qualité du débat sur l'Union européenne. C'est un forum au sein duquel les gens qui ont des idées, de Grande-Bretagne comme du reste du continent, peuvent discuter des nombreux défis politiques, économiques et sociaux auxquels fait face l'Europe. Il cherche à travailler avec des organisations similaires ailleurs en Europe, en Amérique du nord et partout dans le monde.
Le CER est pro-européen mais cela ne l'empêche pas de critiquer l'Union. Il considère l'intégration européenne comme largement bénéfique mais reconnaît que sur de nombreux aspects l'Union ne fonctionne pas correctement. Le CER a ainsi pour but de promouvoir de nouvelles idées afin de réformer l'Union européenne.
Le centre a été fondé en 1996 par Charles Grant, ancien rédacteur de la section "défense" du magazine The Economist. Le travail du CER est financé par des donations du secteur privé. Il n'a jamais reçu d'importants financements de la part des gouvernements ou des institutions européennes.
Le président du CER est Lord Kerr. Les personnes suivantes sont membres du conseil consultatif du CER: Giuliano Amato, Antonio Borges, Nick Butler, Iain Conn, Lord Dahrendorf, Lord Hanny, Lord Haskins, François Heisbourg, Wolfgang Ischinger, Caio Koch-Weser, Fiorella Kostoris Padoa Schioppa, Richard Lambert, Pascal Lamy, David Marsh, Dominique Moïsi, John Monks, Baroness Neville-Jones, Christine Ockrent, Stuart Popham, Lord Robertson, Roland Rudd, Kori Schake, Lord Simon of Highbury, Peter Sutherland, Lord Turner, António Vitorino and Igor Yurgens.

## Commentaires
"Le Centre for European Reform, de très loin le meilleur think tank au sujet de l'UE de Londres"
The Guardian
"Un think tank qui parvient à être à la fois atlantiste et europhile" 
The Economist
"Un think tank avec une influence croissante sur le développement des politiques officielles" 
Financial Times

## Les sujets de recherche du CER (en anglais)
- Union européenne 2020
- Le budget et la politique de l'UE
- La politique étrangère de l'UE
- Réformer les institutions européennes
- La justice et les affaires intérieures
- Économie et finance
- Énergie et environnement
- Éducation et recherche
- L'euro
- Politiques de défense et de sécurité
- L'élargissement et la Turquie
- La politique de voisinage
- Relations transatlantiques
- La Russie
- La Chine
- Le Moyen-Orient

## Publications récentes (en anglais)
- Last chance for Lisbon: Ireland's EU referendum briefing note by Hugo Brady, September 2009
- How to meet the EU's 2020 renewables target policy brief by Stephen Tindale, September 2009
- Cyprus: The costs of failure briefing note by David Hannay, September 2009
- Liberalism retreats in China briefing note by Charles Grant, July 2009
- Intelligence, emergencies and foreign policy: The EU's role in counter-terrorism essay by Hugo Brady, July 2009
- Is Europe doomed to fail as a power? essay by Charles Grant, with a reponse by Robert Cooper, July 2009
- Medvedev and the new European security architecture policy brief by Bobo Lo, July 2009
- The Swedish EU presidency CER briefing note, July 2009
- Multilateralism light: The rise of informal international governance essay by Risto Penttila, July 2009
- The EU finally opens up the European defence market policy brief by Clara Marina O'Donnell, June 2009
- The EU's approach to Israel and the Palestinians: A move in the right direction policy brief by Clara Marina O'Donnell, June 2009
- Obama, Russia and Europe policy brief by Tomas Valasek, June 2009
- Will Spain remain a small country? briefing note by Charles Grant, May 2009
- Narrowing the Atlantic: The way forward for EU-US trade and investment report by Philip Whyte, April 2009
- What the economic crisis means for the EU's eastern policy policy brief by Tomas Valasek, April 2009
- Is Russia a partner to the EU in Bosnia? policy brief by Tomas Valasek, March 2009
- The Lisbon scorecard IX: How to emerge from the wreckage report by Simon Tilford and Philip Whyte, February 2009
- Russia's crisis - what it means for regime stability and Moscow's relations with the world policy brief by Bobo Lo, February 2009
- New Europe and the economic crisis briefing note by Katinka Barysch, February 2009
- The euro at ten: Is its future secure essay by Simon Tilford, January 2009
- State, money and rules: An EU policy for sovereign investments essay by Katinka Barysch, Simon Tilford and Philip Whyte, December 2008
- Why is Britain eurosceptic? essay by Charles Grant, December 2008
- Why Ukraine matters to Europe essay by Tomas Valasek, December 2008
- Ten things everyone should know about the Sino-Russian relationship policy brief by Bobo Lo, December 2008
- What Europe wants from President Obama policy brief by Tomas Valasek, November 2008
- Is competition policy an obstacle to innovation and growth? essay by Simon Tilford, November 2008
- Beyond banking: What the financial crisis means for the EU policy brief by Katinka Barysch, Hugo Brady, Charles Grant, Clara Marina O'Donnell, Bobo Lo, Simon Tilford, Tomas Valasek and Philip Whyte, October 2008
- Pipelines, politics and power: The future of EU-Russia energy relations report with contributions from Andris Piebalgs, Konstantin Kosachev, Sergey Yastrzhembsky, Cliff Gaddy, Dmitri Trenin, Roland Götz and many others, October 2008
- India's role in the new world order briefing note by Charles Grant, September 2008